# Hadařovití
Hadařovití nebo také hadovcovití (Ophichthidae) jsou čeleď paprskoploutvých ryb z řádu holobřiší (Anguilliformes) a podřádu Congroidei. Jde o nejpočetnější čeleď holobřichých, k červnu 2025 zahrnuje celkem 62 rodů a 374 druhů. Většina hadařovitých patří do podčeledi Ophichthinae, menšina do podčeledi Myrophinae. Zvláště početný je jediný rod Ophichthus, v rámci něhož se řadí přes 100 druhů.
Hadařovití, jak již jméno napovídá, mají dlouhé hadovité tělo – v případě hadaře hadovitého (Ophisurus serpens) činí délka těla až 2,5 m. Počet obratlů se pohybuje od 110 do 270. Ploutve mohou být různě redukovány, s kompletní ztrátou všech ploutví u rodů Apterichtus, Cirricaecula a Ichthyapus. Z charakteristických rysů této skupiny lze jmenovat nozdry otevírající se na horním pysku nebo vysoký počet hrdelních paprsků branchiostegálií (15–49 párů), vytvářejících vypuklou košíkovitou strukturu. Zbarvení je velmi rozmanité, zejména u podčeledi Ophichthinae. Některé druhy svým vzhledem dokonce mimikují jedovaté mořské hady (příkladem budiž hadař příčnopruhý, odb. Myrichthys colubrinus).
Hadařovití žijí v teplých mořských vodách, některé druhy pronikají i do říčních vod. Většinou obývají mělké pobřežní pásmo do 400 m, někdy však pronikají i do větších hloubek (až ~ 1 300 m). Žijí na mořském dně, přičemž se aktivně zahrabávají do substrátu – nikoli hlavou, ale zašpičatělým ocasem napřed. Krmí se malými rybami a korýši, které vypátrají po čichu.